# Старе Жевускі
Старе Жевускі (пол. Stare Rzewuski) — село в Польщі, у гміні Пшесмики Седлецького повіту Мазовецького воєводства.
Населення — 116 осіб (2011).
У 1975-1998 роках село належало до Седлецького воєводства.

## Демографія
Демографічна структура станом на 31 березня 2011 року:
|          | Загалом | Допрацездатний вік | Працездатний вік | Постпрацездатний вік |
| -------- | ------- | ------------------ | ---------------- | -------------------- |
| Чоловіки | 58      | 11                 | 37               | 10                   |
| Жінки    | 58      | 13                 | 26               | 19                   |
| Разом    | 116     | 24                 | 63               | 29                   |